# La Corredora
La Corredora, född 1949, död okänt år, var ett amerikanskfött engelskt fullblod, som röstades fram till American Champion Handicap Mare 1953 av New York Turf Writers Association.

## Bakgrund
La Corredora, som på spanska betyder "Löparen", var ett brunt sto efter Little Beans och under Nellie Mowlee (efter Mowlee). Han föddes upp på Alan Clarkes Huntington Farm nära Clarksville, Maryland, och ägdes av sin uppfödare Marian W. O'Connor. Han tränades under tävlingskarriären av Alan T. Clarke och senare Carl Hanford. Då Hanford tränade La Corredora reds han av brodern Ira Hanford.

## Karriär
La Corredora tävlade mellan 1951 och 1954, och sprang in totalt in 178 067 dollar på 56 starter, varav 15 segrar, 4 andraplatser och 8 tredjeplatser. Han tog karriärens största segrar i Pimlico Breeders' Stakes (1951), Assembly Purse (1952), Vineland Trial (1952), Gallorette Handicap (1952), Monmouth Oaks (1952), Ladies Handicap (1953), Comely Handicap (1953) och Water Blossom Classified Handicap (1954).

### Som avelssto
La Corredora hade mycket liten framgång som avelssto, trots att hon avlades med några av de mest framstående namnen inom galoppsport, bland annat Count Fleet, 1943 års Triple Crown-vinnare och Native Dancer.